# A Nemzetközi Űrállomás 48. alaplegénysége
A Nemzetközi Űrállomás 48. alaplegénysége (expedíciója) hattagú alaplegénység, melyet két Szojuz űrhajó, a Szojuz TMA–20M és a Szojuz MSZ–01 juttatott fel és hozott le a Földre. Az expedíció a Nemzetközi Űrállomás 47. alaplegénységének 2016. június 18-i, Szojuz TMA–19M űrhajóval történő visszatérésével kezdődött és a Szojuz TMA–20M űrhajó  2016. szeptember 6-i visszatérésével fejeződött be.

## Személyzet
| Pozíció            | Első szakasz (2016. június 18-tól)                                                                                            | Második szakasz (2016. júliustól 2016. szeptemberig)                                                                          |
| ------------------ | --- | --- |
| parancsnok         | Jeffrey Williams, NASA negyedik űrrepülése fellövés: 2016. 03. 18., Szojuz TMA–20M visszatérés: 2016. 09. 07., Szojuz TMA–20M | Jeffrey Williams, NASA negyedik űrrepülése fellövés: 2016. 03. 18., Szojuz TMA–20M visszatérés: 2016. 09. 07., Szojuz TMA–20M |
| fedélzeti mérnök 1 | Alekszej Ovcsinyin, RKA első űrrepülése fellövés: 2016. 03. 18., Szojuz TMA–20M visszatérés: 2016. 09. 07., Szojuz TMA–20M    | Alekszej Ovcsinyin, RKA első űrrepülése fellövés: 2016. 03. 18., Szojuz TMA–20M visszatérés: 2016. 09. 07., Szojuz TMA–20M    |
| fedélzeti mérnök 2 | Oleg Szkripocska, RKA második űrrepülése fellövés: 2016. 03. 18., Szojuz TMA–20M visszatérés: 2016. 09. 07., Szojuz TMA–20M   | Oleg Szkripocska, RKA második űrrepülése fellövés: 2016. 03. 18., Szojuz TMA–20M visszatérés: 2016. 09. 07., Szojuz TMA–20M   |
| fedélzeti mérnök 3 | | Kathleen Rubins, NASA első űrrepülése fellövés: 2016. 07. 07., Szojuz MSZ–01 visszatérés: 2016. 10. 30. Szojuz MSZ–01         |
| fedélzeti mérnök 4 | | Anatolij Ivanyisin, RKA második űrrepülése fellövés: 2016. 07. 07., Szojuz MSZ–01 visszatérés: 2016. 10. 30. Szojuz MSZ–01    |
| fedélzeti mérnök 5 | | Onisi Takuja, JAXA első űrrepülése fellövés: 2016. 07. 07., Szojuz MSZ–01 visszatérés: 2016. 10. 30. Szojuz MSZ–01            |

ForrásSpacefacts